# Elin Bergblom
Elin Bergblom (Knivsta, 18 de enero de 1982) es una deportista sueca que compitió en bádminton, en la modalidad de dobles.
Ganó dos medallas de bronce en el Campeonato Europeo de Bádminton, en los años 2006 y 2008.

## Palmarés internacional
| Campeonato Europeo | Campeonato Europeo       | Campeonato Europeo | Campeonato Europeo |
| Año                | Lugar                    | Medalla            | Prueba             |
| ------------------ | ------------------------ | ------------------ | ------------------ |
| 2006               | Den Bosch (Países Bajos) | Medalla de bronce  | Dobles             |
| 2008               | Herning (Dinamarca)      | Medalla de bronce  | Dobles             |